# Biblioteca provinciale Dr. Friedrich Tessmann
La Biblioteca provinciale Dr. Friedrich Tessmann (in tedesco Landesbibliothek Dr. Friedrich Teßmann) è la più grande biblioteca scientifica generica della provincia di Bolzano. Essa è stata fondata a Bolzano nel 1982.

## Storia
La Biblioteca è intitolata al giurista e politico sudtirolese Friedrich Tessmann (1884-1958) che nel 1957 donò la sua ingente biblioteca privata all'Accademia Austriaca delle Scienze a condizione che la collezione fosse resa accessibile al pubblico a Bolzano e che il patrimonio librario venisse continuamente ampliato e integrato.
Nel 2017 la Biblioteca Tessmann dispone di un patrimonio di ca. 516.000 volumi, prevalentemente di lingua tedesca.
Il suo catalogo online fa parte, dal 1999, del Metaopac delle biblioteche pubbliche austriache e, dal 2003, del Metaopac Karlsruher Virtueller Katalog dell'Università di Karlsruhe.

## Biblioteca digitale
Dal 2010 la Biblioteca offre, quale prima biblioteca in Italia, un servizio di prestito di media digitali, chiamato Biblio24.
Inoltre la Biblioteca offre, all'interno del suo Digitales Zeitungsarchiv, le digitalizzazioni complete di numerosi quotidiani storici dell'area tirolese, a partire dal 1794. Questo progetto, dal 2012, fa parte dell'iniziativa promossa da diverse biblioteche europee, del Gateway to European Newspapers.